# Günter Thieß
Günter Walter Otto Karl Thieß (* 19. März 1926 in Barth, Landkreis Franzburg; † 25. Dezember 2000 in Olpe) war ein deutscher Sportlehrer und Sportwissenschaftler. Er gilt als der Vater des Talentfördersystems der ehemaligen DDR.

## Leben
Thieß besuchte nach der Volksschule in Barth die Lehrerbildungsanstalt in Orlau/Oberschlesien, wurde jedoch 1943 zur Kriegsmarine eingezogen und diente als Fähnrich. Nach Kriegsende begann er eine Lehre in einer Meierei, ehe er bereits 1946 in einen Neulehrerkurs wechselte. 1948 bestand er die 2. Lehrerprüfung. Er setzte sein Studium an der Humboldt-Universität Berlin mit den Fächern Sport und Geographie fort, das er 1951 mit dem Staatsexamen abschloss. Von 1951 bis 1952 war Thieß Lehrer in Eisenach. Er wurde 1952 in das neu gegründete Staatliche Komitee für Körperkultur und Sport beim Ministerrat der DDR nach Berlin berufen und mit der Intensivierung des Kinder- und Jugendsports beauftragt. Parallel hierzu begann er mit der Promotion an der neu gegründeten DHfK in Leipzig, ehe er 1954 Assistent an der Humboldt-Universität wurde, wo er 1956 promoviert wurde (Die Autorität des Turnlehrers der Deutschen Demokratischen Schule). Von 1956 bis 1972 arbeitete er an der Forschungsstelle der DHfK bzw. dem Forschungsinstitut für Körperkultur und Sport in Leipzig an der Entwicklung des systematischen Kinder- und Jugendsports der DDR.
1963 präsentierte er zusammen mit Paul Kunath das systematische Talentfördersystem, das in Selektionsschritten von der Wettkampfgruppe bis zum Spitzensport im Sportclub eine relativ späte Spezialisierung auf einer breiten Grundlage beinhaltete (Einheitliche Sichtung und Auswahl von jungen Sporttalenten (ESA)). Als die Trainingswissenschaft in Leipzig immer biochemischer wurde, wurde Thieß nach Magdeburg versetzt, wo er das Sportinstitut der Pädagogischen Hochschule aufbaute. Nach seiner Habilitation 1975 wurde er zum Professor für Sportwissenschaft berufen, was er bis zu seinem gesundheitlich bedingten vorzeitigen Ruhestand 1988 blieb. Er ist der Autor von über 150 wissenschaftlichen Veröffentlichungen.
Noch 1988 begann er an den 2. Auflagen seiner Terminologie-Bücher am Institut für Sportwissenschaften der Universität Göttingen zu arbeiten. Thieß war noch vor dem Beitritt der DDR zur Bundesrepublik der erste (und einzige) Sportwissenschaftler der DDR, der Mitglied der Redaktion einer westdeutschen Sportwissenschaftlichen Zeitschrift („Leistungssport“ des DOSB) wurde und in der Trainingswissenschaft in beiden deutschen Staaten eine wichtige Rolle spielte.

## Schriften
- Leichtathletik. Ein Buch für Lehrer, Trainer und Übungsleiter im Kindersport. 1961 (3. Aufl. 1966)
- Die Kennzeichnung der inneren Struktur der körperlichen Leistungsfähigkeit von Kindern und Jugendlichen der DDR. 1975
- Training von A-Z. 1978
- Grundbegriffe des Trainings. 1986 (mit Günter Schnabel)
- Der sportliche Wettkampf. Vorbereitung – Durchführung – Auswertung. 1997
- Handbuch zur Wettkampflehre. 1999 (mit Peter Tschiene)